# Point of the Crash
Point of the Crash je demoalbum skupiny Crashpoint. Bylo vydáno v roce 2003 a obsahuje 6 skladeb.

## Seznam skladeb
1. All Of This
2. evileB
3. Blue Shadow
4. Rotting
5. Fellow
6. Gun In Your Hand